# Horný Kalník
Horný Kalník – wieś (obec) w północnej Słowacji, w powiecie Martin, w kraju żylińskim. Znajduje się nad potokiem Kalnik na Kotlinie Turczańskiej.  
Wieś wzmiankowana po raz pierwszy w 1375 roku jako Kalnok.
W miejscowości urodził się Juraj Rohoň, słowacki pisarz, badacz folkloru i kaznodzieja.